# 黒石温泉郷
黒石温泉郷（くろいしおんせんきょう）は、青森県黒石市（旧国陸奥国）の奥座敷に位置する温泉の総称（温泉郷）である。
浅瀬石川沿いに長寿温泉、温湯温泉、落合温泉、板留温泉の4つが存在。前述の4温泉から山間部に離れた場所に青荷温泉がある。更に山奥に入った平川市の温川温泉までを温泉郷に含める場合もある。
浅瀬石川沿いの温泉は、古くから湯治場として栄えた場所であり、各温泉には共同浴場が存在しており地元の生活に温泉が密接に関わっている。但し、板留温泉の共同浴場は2004年に取り壊された。
青荷温泉は電気のひかれていない秘湯の一軒宿、ランプの宿として人気がある。

## 郷内の温泉
- 温湯温泉
- 落合温泉
- 板留温泉
- 青荷温泉
- 温川温泉 - 平川市にある